# Alenia C-27J Spartan
Alenia C-27J Spartan – włoski średni samolot transportowy, wersja rozwojowa Aeritalia G.222, stworzony przez Alenia Aeronautica we współpracy z Lockheed Martin, wykorzystując doświadczenia przy budowie C-130J Super Hercules. Od maszyny Lockheeda zapożyczono nowy szklany kokpit oraz wzmocniony wariant sześciołopatkowych śmigieł z silnikami Rolls-Royce AE 2100. W porównaniu do G.222 uzyskano 35% większy zasięg oraz 15% większą prędkość, także udźwig wzrósł z 9 do 11,5 tony. Nazwę samolotu zapożyczono z oznaczenia C-27A Spartan, czyli G.222 w służbie USA.
W 2000 roku samolot był oferowany w przetargu Sił Powietrznych RP na następcę An-26, maszyna nie została dopuszczona do negocjacji, ponieważ nie posiadała potrzebnych certyfikatów, a Włosi nie byli w stanie sprostać terminowi dostaw. Zdecydowano się na tańszą o jedną trzecią, już produkowaną CASA C-295, oprócz różnicy cen C-27 w porównaniu do C-295 ma lepsze parametry w: udźwig o 2 tony, prędkość przelotowa o 102 km/h oraz wyższą kabinę, C-295 ma natomiast dłuższą kabinę, większą przestrzeń ładunkową oraz wymaga krótszych pasów startowych. Od tego czasu Alenia zdobyła 12 klientów eksportowych na 70 C-27J. Największe zamówienie od USA zostało anulowane z powodu oszczędności i zamknęło się na 21 samolotach. 12 sztuk wyprodukowano dla rodzimych wojsk lotniczych. Dla porównania hiszpańska CASA (część koncernu Airbus) od 1999 do 2015 zakontraktowała 161 C-295 dla 19 państw.
19 maja 2022 roku, producent poinformował o opracowaniu nowej wersji samolotu, przeznaczonej do gaszenia wielkopowierzchniowych pożarów. Spartan Fire Fighter wyposażony jest w modułowy system gaśniczy drugiej generacji Modular Airborne FireFighting System II (MAFFS II). System składa się z ciśnieniowego zbiornika, zdolnego pomieścić 8000 litrów wody lub 7600 l środka gaśniczego, dysze wylotową służącą do rozpylenia zawartości, drzwi ciśnieniowe oraz oferowane przez Leonardo wsparcie naziemne operacji gaśniczych. Modułowość systemu umożliwia przystosowanie do roli Fire Fighter standardowy, transportowy C-27J w przeciągu 90 minut. Zbiorniki ze środkiem gaśniczym napełniany jest w trakcie 8 minut. Samolot ma możliwość zrzutu w trakcie dwóch podejść.

## Użytkownicy
Australia (10)
- Royal Australian Air Force: W 2009 roku Royal Australian Air Force wycofały z użycia samoloty DHC-4 Caribou a na początku kolejnej dekady uruchomił program Project AIR 8000, mający na celu znalezienie ich następców. Pod uwagę brano dwie konstrukcje, CASA C-295 lub C-27J. W 2011 roku Kongres Stanów Zjednoczonych został poinformowany, iż australijski rząd zwrócił się z prośbą o wyrażenie zgody na zakup, w ramach Foreign Military Sales, dziesięciu maszyn, wraz z wyposażeniem, częściami zamiennymi, wsparciem szkolenia i logistyki. 31 maja 2012 roku podpisano odpowiedni kontrakt, a jego wykonawcą ze strony amerykańskiej została firma L-3 Communications. Integrated Systems z Waco w Teksasie. Pierwszy egzemplarz oblatano 19 grudnia 2013 roku. 24 czerwca 2015 roku do Australii przyleciał pierwszy z zamówionych Spartanów[3]. Sześć dni później, 30 czerwca 2015 roku, został uroczyście odebrany w bazie w Richmond[4]. Ostatni (10 szt.) dostarczono 18 kwietnia 2018 roku. Samoloty stacjonują w RAAF Base Richmond na obrzeżach Sydney[5]. W latach 2018–2019 Leonardo zmodernizował pojedynczy egzemplarz Spartana. Dalsze prace z powodu pandemii COVID-19 zostały wstrzymane. 27 października 2022 roku, Departament Obrony poinformował o podpisaniu umowy, na modernizacje pozostałych samolotów[3].

 Bułgaria (3)
- Bułgarskie Siły Powietrzne. Pierwotny kontrakt, podpisany 24 lutego 2006 roku przewidywał zakup pięciu maszyn z opcją na trzy kolejne. Brak możliwości finansowania sprawił, iż w 2011 roku zakup ograniczono do pięciu Spartanów. Pierwszy z zamówionych samolotów odebrano 5 listopada 2007 roku, drugi 15 grudnia 2008 roku a trzeci, ostatni, 11 marca 2011 roku. Bułgarskie maszyny mają między innymi opancerzoną kabinę i system samoobrony. Realizują zadania transportu żołnierzy, ładunków, ewakuacji medycznej, przewozów VIP, desantowania spadochroniarzy[6].

 Czad (2)
- Force Aérienne Tchadienne: W 2013 roku zamówiono dwa egzemplarze[7]. Dostarczono je w 2013 i 2014 roku.

 Grecja (8)
- Polemikí Aeroporía: Zakupiły 12 maszyn w 2003 za 272,72 mln USD i były pierwszym użytkownikiem samolotu, ich dostawy rozpoczęto w 2005, dostarczono 8, w związku z cięciami zrezygnowano z ostatnich 4. Samoloty należą do eskadry 354 TTS „Pegaz”.

 Kenia (3)
- W 2018 roku ujawniono, że kraj zaciągnął kredyt na zakup samolotów C-27J i śmigłowców AW139[8]. Trzy szt. dostarczono w 2020 r. Zastąpiły DHC-5 Buffalo[9].

 Litwa (3)
- Litewskie Siły Powietrzne: W 2006 zakupiono 3 C-27J warte 97,5 mln USD, wszystkie dostarczono do 2009.

 Maroko (4)
- Zakupiono 4 C-27J dla tamtejszych sił powietrznych za łącznie 130 mln Euro. Kontrakt został podpisany wew wrześniu 2009 roku. Pierwszy z zakupionych samolotów został dostarczony 7 lipca 2010 roku[10]

 Meksyk (4)
- W 2011 zamówiono 4 samoloty dla Fuerza Aérea Mexicana, dostarczone 2011-2012.

 Peru (2)
- Fuerza Aérea del Perú: 18 grudnia 2013 roku zamówiono dwa samoloty[11]. W 2015 liczbę zwiększono do czterech[12] Pierwszy samolot odebrano w marcu 2013, drugi w czerwcu 2015[13]. Spartany należą do Grupo Aéreo Nº 8. Peru zastępuje osiem An-32 i dwa An-72 eksploatowanych w siłach zbrojnych.

 Rumunia (7)
- Forțele Aeriene Române: negocjacjom związanym z pozyskaniem nowych samolotów transportowych towarzyszyły kontrowersje. Już w 2006 roku wskazano produkt Alenia Aeronautica jako preferowany. Zarzut nieuczciwego manipulowania ceną samolotu wniosła EADS, oferująca Rumunii swoją maszynę C295M. Protesty sądowe zostały jednak odrzucone i 7 grudnia 2007 zamówiono 7 C-27J za 308 mln USD[14], pierwszego Spartana odebrano 12 kwietnia 2010[15]. Co najmniej jeden ze Spartanów został przystosowany do wypełniania misji przeciwpożarowych. Na pokładzie samolotu zainstalowano system Guardian. Pozwala ona na zrzut, sześciu 1000 litrowych zbiorników z wodą. Zbiorniki wykonane są z biodegradowalnego materiału. Rumuńskie samoloty znalazły się na wyposażeniu 902. Eskadry Transportowo-Rozpoznawczej (rum. Escadrila 902 Transport Aerian și Recunoaștere)[16].

 Słowacja (2)
- Słowackie Siły Powietrzne: po rozpadzie Czechosłowacji, Słowacja odziedziczyła, używane do celów transportowych maszyny An-26 i An-24V. Po katastrofie An-24, słowackie władze podjęły decyzje o wymianie swojej floty transportowej. W grudniu 2008 roku, dokonano wyboru C-27J. Umowę zakupową podpisano 29 października 2014 roku. Tak duża zwłoka spowodowana była realizacją innych, pilniejszych zakupów w obszarze obronności kraju. Pozyskano dwa samoloty z opcją zakupu trzeciego. Obok maszyn, kontrakt obejmował wsparcie logistyczne w ich eksploatacji, szkolenie załóg latających i personelu naziemnego. Pierwszy słowacki C-27J został oblatany 7 sierpnia 2017 roku. 24 października tego samego roku samolot przyleciał na Słowację. Siedem dni później, maszyna została oficjalnie przyjęta w skład Słowackich Sił Powietrznych[17].

 Słowenia (1)
- W 2020 roku, Ministerstwo Obrony Słowenii podjęło decyzję o zakupie pojedynczego egzemplarza samolotu C-27J Spartan. Tym niemniej, krajowa Komisja Zakupowa rekomendowała zakup dwóch maszyn. 17 listopada 2021 roku, słoweński minister obrony Matej Tonin, podpisał wraz ze swoim włoskim odpowiednikiem Lorenzo Guerinim umowę zakupu pojedynczego egzemplarza samolotu. Zakup obejmuje nie tylko sam samolot, ale również współprace przy wykorzystaniu samolotu pomiędzy obydwoma krajami. Wsparcie logistyczne, części zamienne, szkolenie personelu, użytkowanie symulatorów, dokumentacje techniczną, proces certyfikacji oraz modułowe wyposażenie samolotu. Przewidziane są moduły gaśniczy, pasażerski, towarowy, medyczne do przewozu osób lekko lub ciężko rannych lub zakażonych[18]. Samolot zastępuje Let L-410 Turbolet. Planowany jest zakup drugiego egz.

 Stany Zjednoczone (21)
- United States Air Force (2010–2014): Planowano pozyskanie 38 C-27J, pierwotna umowa zakładała zakup 54 maszyn dla United States Army i 24 dla USAF (przetarg opiewał na 145 samolotów), ale maszyny trafiły ostatecznie do Air National Guard. Maszyny miały zastąpić Shorts C-23 Sherpa i Fairchild C-26 Metroliner. Po dostarczeniu 13 sztuk z dalszych zakupów zrezygnowano w wyniku cięć, wyprodukowano jeszcze osiem sztuk, łącznie 21 sztuk zostanie rozdysponowano między dowództwo operacji specjalnych AFSOC i straż przybrzeżną USCG.
  - 179th Airlift Wing; 164th Airlift Squadron, Mansfield, Ohio
- United States Special Operations Command (2013-): Zaplanowano siedem sztuk[19].
- United States Coast Guard (2014-): Siedem sztuk w wersji HC-27J[20]
- US Forest Service otrzyma siedem z 14 sztuk, jakie przekazano Coast Guard.

 Turkmenistan (2)
- W 2021 r. dostarczono parę C-27J NG, zakupione wraz z sześcioma M-346 Master[21]. Zastąpił An-26.

 Włochy (12)
- Aeronautica Militare: Wykorzystują 12 maszyn dostarczonych w latach 2007–2009 (z sondą do pobierania paliwa w locie). Jedną sztuka przebudowano w 2014 roku do wersji uzbrojonej (gunship) MC-27J Praetorian. Łącznie trzy mają być przebudowane.

 Zambia (2)
- W 2017 roku ujawniono, że w 2015 roku Zambia zamówiła dwa Spartany[22]. Dwie szt. dostarczono w 2019 r. Zastąpiły BAe 748[23]

 Azerbejdżan - 8 czerwca 2023 r. Leonardo ujawnił umowę na zakup nieokreślonej liczny C-27J NG.

## Podobne samoloty w produkcji
- CASA C-295
- CASA CN-235
- An-32
- An-132
- Ił-112